# Val-de-Vesle
Val-de-Vesle  là một xã thuộc tỉnh Marne trong vùng Grand Est đông nam nước Pháp. Xã này nằm ở khu vực có độ cao trung bình 87 mét trên mực nước biển.
Thị trấn Val-de-Vesle được lập năm 1965 thông qua việc hợp nhất các xã Courmelois, Thuisy và Wez.